# Fundo de onda gravitacional
O fundo de onda gravitacional (em inglês, gravitational wave background – GWB) é um sinal de onda gravitacional aleatório potencialmente detectável por experimentos de detecção de ondas gravitacionais. Uma vez que se supõe que o fundo seja estatisticamente aleatório, ele foi pesquisado apenas em termos de descritores estatísticos como a média, a variância, etc.